# Proteuxoa eupolia
Proteuxoa eupolia là một loài bướm đêm thuộc họ Noctuidae. Nó được tìm thấy ở Lãnh thổ Thủ đô Úc, New South Wales và Queensland.